# Boerenwetering

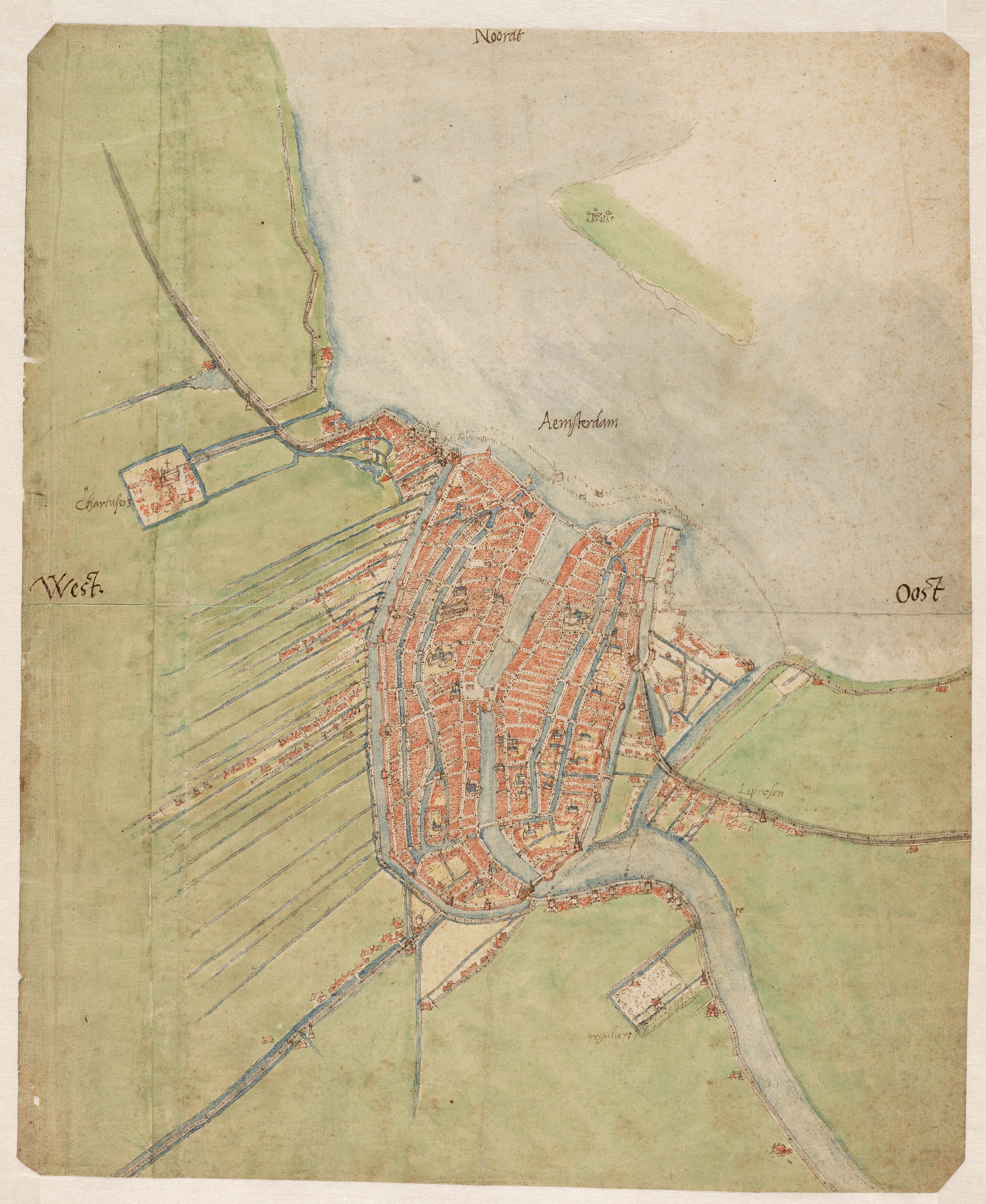
En bas de cette carte de Jacob van Deventer (1560), on aperçoit la partie nord du Boerenwetering, au niveau de Heiligeweg et du Spui.

Le Boerenwetering (littéralement « Cours d'eau des fermiers ») est l'un des canaux principaux de l'arrondissement Zuid de la ville d'Amsterdam, aux Pays-Bas. Son tracé actuel part du Singelgracht à la frontière sur du Grachtengordel pour rejoindre un étang situé entre le Beatrixpark et le RAI Amsterdam le long des quais du Hobbemakade et du Ruysdaelkade. Il fut initialement créé pour alimenter les surfaces agricoles situées près de Amstelveen en eau. Il partait alors de l'extrême nord de la ville, en passant par le Nieuwezijds Kolk et le Spui, mais son tracé fut progressivement raccourci au gré des élargissements de la ville. De même, son tracé fut également raccourci au sud lors de la construction du Buitenveldert. 